# Triton (язык программирования)
Тритон (Triton) — язык программирования, ориентированный на создание программ глубокого обучения, работающих на графических ускорителях. Разработан корпорацией OpenAI; фактически является предметно-ориентированной надстройкой над Python; среда языка обеспечивает компиляцию в исполняемый код.
Разработчик — выпускник Гарварда Филипп Тилле; впервые язык представлен на семинаре в 2019 году.
Предоставляет набор примитивов для выполнения различных матричных операций (аналогично NumPy). Используется версия Python не менее 3.6, после чего код обрабатывается JIT-компилятором и выполняется на графическом процессоре.
Цель создания языка — создать среду с открытым исходным кодом для написания быстрого кода с более высокой производительностью, чем Cuda, при этом с большей гибкостью, чем другие существующие предметно-ориентированные языки. Для этого в языке применяются автоматическая векторизация, предварительная выборка данных и использование тензорных ядер.
Для ускорения работы с матрицами, они разбиваются на срезы («плитки», англ. tiles), которые эффективнее обрабатываются параллельными потоками, причём синхронизация этих операций, в отличие от CUDA, происходит автоматически.
Работает под Linux на графических процессорах Nvidia (версии 7.0+); в разработке поддержка графических ускорителей AMD